# Безымянское кладбище Самары
Безымянское кладбище — одно из немногих кладбищ Самары, расположенное в черте города (Кировский район), по адресу: Улица Пугачевская, 85. Территория ограничена квадратом улиц Пугачевская, Черемшанская, Алма-Атинская, Ставропольская. В данном квадрате имеются и другие постройки.

## История
В 1940 году в городе Куйбышев (ныне Самара) был образован Безымя́нский исправительно-трудовой лагерь, Безымянлаг. Практически сразу, в месте обозначаемом как — «Спецобъект в квартале 68» начали производиться захоронения заключенных, умерших в период отбывания наказания. В 1941 территория официально обозначена как кладбище. Захоронения (преимущественно в братских могилах) умерших заключенных, скончавшихся как правило в результате болезни и производственных травм, производились до 1946 года. 24 апреля 1946 года Безымянлаг был ликвидирован.
В 1947 году, после ликвидации Безымянлага была проведена капитальная санация. Все трупы заключенных были эксгумированы и кремированы.
В марте 1948 года спецобъект был передан Куйбышевскому горисполкому. Тогда же начались мероприятия по извлечению останков из воинских братских могил, также были вывезены останки немецких, венгерских и румынских военнопленных.
С 1951 года на Безымянском кладбище начали захоранивать гражданских лиц.

## В настоящее время
В настоящее время кладбище функционирует частично. Разрешено осуществлять подхоронение в уже имеющиеся могилы родственников, без нарушений периметра ограждения могилы.
В 2013 году был возведен каменный забор в районе выхода кладбища к улицам Алма-Атинская и Ставропольская. Это облагородило внешний вид и спрятало не эстетичную картину погоста.